# Wengo
Wengo je poskytovatel VoIP a dceřiná společnost Neuf Cegetel. Podporují vývoj free a open source (GPL) programů pro VoIP (video konferenci, SMS a chat). Jejich software využívá otevřené standardy a otevřený protokol SIP, pracují na vývoji WengoPhone – software projektu OpenWengo.

## Historie
Společnost byla oficiálně založená v září 2004 a své služby začala poskytovat v roce 2005, známé jako „Wengophone, classic edition“. V září 2005 společnost Wengo začala nabízet videofonní služby, tedy ve stejný čas jako Skype a to na těchto platformách: Windows, Linux, Mac OS X. V roce 2006 se objevuje možnost integrovat služby Wengo s projektem Gaim (nyní Pidgin), což dává uživatelům možnost komunikovat přes protokoly MSN, Yahoo nebo Google Talk.
Wengo a Skype začaly nabízet bezplatné PSTN volání v roce 2006, což odstartovalo zájem o internetovou telefonii. V červnu 2006 nabízí Wengo dvouměsíční neomezené volání na mnoho míst včetně Belgie, Guadeloupe, Indie, Martiniku, Polska a Vietnamu.
V prosinci 2006 Wengo vydává wengovisio – VoIP klient pro USB flash disky.